# البینا بردونووا
البینا بردونووا (اوکراینی: Альбіна Миколаівна Бордунова؛ زادهٔ ۲۴ دسامبر ۱۹۸۴) ورزشکار ورزش شنا اهل اوکراین است.